# ماركوس باز (بوينس آيرس)
ماركوس باز (بالإسبانية: Marcos Paz, Buenos Aires)‏ هي منطقة سكنية تقع في الأرجنتين في Marcos Paz Partido. يقدر عدد سكانها بـ 39,151 نسمة وترتفع عن سطح البحر 26 متر.

## أعلام
- ليوناردو راموس
- خورخه فيديلا